# Merrill, Wisconsin
Merrill är administrativ huvudort i Lincoln County i Wisconsin i USA. Orten har fått namn efter järnvägsdirektören S.S. Merrill. Vid 2010 års folkräkning hade Merrill 9 661 invånare.

## Kända personer från Merrill
- Donald Edgar Tewes, politiker